# 喬氏海蝠魚
喬氏海蝠魚，為輻鰭魚綱鮟鱇目棘茄魚亞目棘茄魚科的其中一種，分布於中西太平洋區，日本及夏威夷群島海域，屬深海底棲性魚類，棲息深度185-520公尺，體長可達11公分，棲息在沙泥底質水域，生活習性不明。

## 扩展阅读
維基物種上的相關：喬氏海蝠魚